# Crytea cedrorum
Crytea cedrorum är en stekelart som beskrevs av Heinrich 1968. Crytea cedrorum ingår i släktet Crytea och familjen brokparasitsteklar. Inga underarter finns listade i Catalogue of Life.